# いわき市民プール
いわき市民プール（いわきしみんぷーる）は、福島県いわき市平の上荒川公園内にある日本水泳連盟公認の水泳用プールを持つ施設の名前である。
1994年7月オープン。一般の開放は毎年7月1日～8月31日。

## 施設

### メインプール
50m×25mの9コース（公認9コース）。収容人数は1,000人。

### サブプール
25m×15mの6コース。

## 主な大会
- いわき地区中学校体育大会　水泳競技大会
- いわき地区高等学校体育大会　水泳競技大会
- 福島県中学校体育大会　水泳競技大会
- 福島県高等学校体育大会　水泳競技大会
- いわき市民スポーツ大会
- 福島県総合体育大会 水泳競技大会

## アクセス
- 常磐線いわき駅より車で11分